# 怪物づかいツナ!
『怪物づかいツナ!』（かいぶつづかいツナ）は、天野明による日本の漫画作品。『Vジャンプ』（集英社）にて、2009年10月号から2010年5月号まで連載された。

## 概要
『家庭教師ヒットマンREBORN!』のキャラクターをファンタジー風の設定に変更して描かれるカラー漫画。アニメでも、本編終了後のミニコーナーでアニメ化されている。キーホルダーなどの商品化も行われている。
単行本42巻の巻末に収録される。

## 登場キャラクター

### ツナのパーティー
ツナ
主人公。ダメな少年だったが、リボじいにより、怪物づかいに選ばれる。モンモンキャンディーを食べると、ハイパー化する。脳みそが取れる。
サワダ
ツナの脳みそ。
リボじい
魔法使い。ツナの才能を見極め、怪物づかいに選ぶ。
山本
さわやかゾンビ。脳みそが取れる。山本によると、仲間に裏切られて死んでいったらしい。
タケシ
山本の脳みそ。
ゴクデラ
ネコ男だが、自称「オオカミ男」。
ランボ
雷様。
りょうへい
人造人間。

### ムクロのパーティー
ムクロ
ツナ同様、怪物づかい。
柿ピー
ゴーレム。
クローム
マミー。山本同様、脳みそが取れる。
ドクロ
クロームの脳みそ。脳みそにも眼帯が巻かれている。
ケン
イヌ男。

### 吸血鬼
ヒバリン
吸血鬼。ドラキュラ伯爵の末裔。ハンバーグとココナッツジュースが好き。自己紹介は長いが、無口らしい。